# ديريك كولستاد
ديريك كولستاد (بالإنجليزية: Derek Kolstad)‏ هو كاتب سيناريو أمريكي، ولد في 1974.

## وصلات خارجية
- ديريك كولستاد على موقع IMDb (الإنجليزية)
- ديريك كولستاد على موقع ألو سيني (الفرنسية)
- ديريك كولستاد على موقع قاعدة بيانات الفيلم (الإنجليزية)